# فرودگاه دوایت
فرودگاه دوایت (به انگلیسی: Dwight Aerodrome) یک فرودگاه همگانی است که یک باند فرود چمن و شن دارد و طول باند آن ۸۰۳ متر است. این فرودگاه در کشور کانادا قرار دارد و در ارتفاع ۳۳۵ متری از سطح دریا واقع شده است.